# Escudo de Birmingham
El escudo de la ciudad de Birmingham, fue concedido el 3 de abril de 1889, reinando Victoria del Reino Unido. La versión actual fue aprobada el 10 de mayo de 1977, cuando se produjo la anexión de Sutton Coldfield.
Blasonamiento:

Cuartelado de una cruz de armiños cargada de una mitra de plata embellecida de oro. En en el primero y el cuarto, de azur cinco losanges de oro; en el segundo y tercero, un partido y danchado de oro y gules. Por tenantes, en la diestra una mujer en su color, vestida de plata, coronada de laurel en su color y puesta de frente que sostiene en su diestra una paleta de oro y dos pinceles en su color y en la siniestra un libro de gules; en la siniestra un herrero en su color, puesto de frente, apoyado en un yunque y sosteniendo en su diestra una copela y en su siniestra un martillo. Al timbre un yelmo de perfil en su color con un burelete de oro y azur, adornado de lambrequines de lo mismo y sumado de una corona mural de oro, cargada de una rosa de gules y plata, barbada de sinople y, botonada de oro; por cimera un brazo en su color portando un martillo en su color. Por divisa "Forward" de gules, en una lista de plata.

Este escudo consiste en un cuartelado (dividido en cuatro partes denominadas cuarteles) por una cruz de armiño, uno de los forros heráldicos que reproduce la piel de este animal. En la parte central de la cruz aparece reproducida una mitra de plata (blanco) decorada de de oro (amarillo), en homenaje a John Vesey/Veysey (1462?-1554) un obispo inglés. En el primer y cuarto cuartel, de azur (azul), se muestran cinco losanges (rombos) de oro colocados en banda (en diagonal). Los dos restantes consisten en un partido (divididos verticalmente en dos mitades) y 
danchado (dentados) de oro y gules (rojo). Las armerías mostradas en los cuarteles proceden de la heráldica de la familia Bermingham, ostentaron el señorío sobre el territorio desde el siglo XIII hasta el año 1527. Las figuras que flanquean el escudo propiamente dicho se denominan tenantes si son humanas. En el caso de Birmingham, la mujer representa a las artes y el herrero la importancia que ha tenido la industria para la ciudad.
En el timbre está situado un yelmo adornado con un burelete y lambrequines de oro y azur (azul). El burelete era el pedazo de tela retorcida que se colocaba alrededor de su parte superior, y está sumado de una corona mural de oro. La corona mural, de origen romano, es la que suelen emplear las corporaciones municipales como emblema de su poder y autoridad. Sobre la corona se observa una Rosa Tudor, uno de los emblemas más conocidos de Inglaterra, que simboliza la Carta que en el año 1528 concedió el rey Enrique VIII a Sutton Coldfield. La parte superior del escudo está adornada con un brazo sosteniendo un martillo, elegidos como la cimera de la ciudad (por la industria).
En el escudo, escrito en una cinta blanca situada en su parte inferior, también se muestra el lema de la ciudad "Forward", que en inglés significa "Adelante".